# غراهام كانتي
غراهام كانتي (بالإنجليزية: Graham Canty)‏ هو مهندس أيرلندي، ولد في 23 يوليو 1980 في Bantry ‏ في جمهورية أيرلندا.